# Fazekas Ferenc (matematikus)
Fazekas Ferenc (Csenger, 1922. december 17. – Budapest, 2008. november 8.) matematikus, egyetemi docens, több tucatnyi műegyetemi jegyzet, tankönyv és szakkönyv szerzője, vagy szerkesztője, mintegy 160 matematikai szakcikk írója és egy, főleg a keleti blokk egyetemeinek alkalmazott matematikus szakemberei között kialakult egyetemközi együttműködés egyik fő kezdeményezője és hajtómotorja.

## Élete
1922. december 17-én született Csengeren Fazekas Ferenc vámtiszt és Bessenyei Erzsébet három gyermeke közül elsőszülött fiúként. Két fiatalabb testvére született, akik közül az 1924-ben született Árpád szintén doktori címet szerzett, jogi tanulmányokat is folytatott, de orvosi szakon szerzett diplomát, majd évtizedeken keresztül gyermekorvosként tevékenykedett kelet-alföldi településeken; idősebb korára Nyíregyháza egyik legjelentősebb helytörténeti kutatójává vált. A legfiatalabb testvér, Erzsébet Horváth Pál gépészmérnökkel, bátyja gimnáziumi és egyetemi diáktársával, az Egyesült Izzó későbbi műszaki felsővezetőjével, egy időben vezérigazgató-helyettesével alapított családot.
Szülei csak néhány évet éltek Csengeren, ő maga az elemi iskolai tanulmányait már Sátoraljaújhelyen végezte, csakúgy, mint a gimnázium első hat osztályát, amit a város piarista gimnáziumában járt ki. Az utolsó két középiskolai évfolyamot már a csehszlovák rendszerben működő munkácsi állami gimnáziumban járta ki, ahol már hetedikesként az önképzőkör és az énekkar vezetője is lett. 1941-ben érettségizett, ami után a József Nádor Műegyetem gépészkari hallgatója lett.
1944 őszén, sok más műegyetemi hallgatóval ellentétben nem ment ki nyugatra, hanem itthon maradt és illegális röplapterjesztéssel foglalkozott, egy katonai lókórház fedésében. [Hivatalosan 1944. december 1-től 1945. január 9-ig szolgált karpaszományos honvédként az 1. hadtest lóellátó oszlopánál.] 1945 januárjában a kórház udvarán aknatalálat érte, ami miatt elvesztette jobb kezét, egyúttal három hónapra szovjet fogságba került. Szabadulása után, a következő tanévben folytatta az egyetemet, amit 1947-ben fejezett be. Élete innentől kezdve a műegyetemi matematika oktatásához kapcsolódott.
Diplomázás után elvette jegyesét, akit még a munkácsi gimnáziumban ismert meg, majd a Vásárhelyi Pál Mérnökkollégium szakmai nevelőtanára lett. 1948 őszén a Műszaki Egyetem II. Matematika Tanszékén kapott demonstrátori állást, majd 1949-től ugyanott tanársegéd lett. Ettől kezdve több tucatnyi gyakorlati segédanyagot, jegyzetet, tankönyvet írt, szerkesztett és fordított (orosz, francia és angol nyelvből); ugyanebben az évben az Állami Műszaki Főiskola oktatója volt és másodállású kutatóként dolgozott az Alkalmazott Matematikai Intézetben.
1949. szeptember 1-jén kapta meg kiutalással azt a lakást Budapest V. kerületében, ahol ettől kezdve, családjával haláláig élt. 1956-tól docensként, 1958-tól dékánhelyettesként vett rész a Budapesti Műszaki Egyetem Közlekedésmérnöki Karának oktató munkájában. 1966-ban lett műszaki doktor, majd 1968-ban a matematikai tudományok doktora címet is elnyerte.
Egy több évtizeden át megjelenő, kézirat formában terjesztett alkalmazott matematikai témájú kiadványsorozat (Bulletins of Applied Mathematics) szerkesztésén keresztül a haláláig kapcsolatban maradt a választott tudományterületével. 2008-ban hunyt el.

## Emlékezete
- 2019. április 12-én emléktáblát avattak az emlékére Csengeren, Ady Endre utcai szülőháza, az egykori „fináncház” falán.[1]